# (12223) Hoskin
(12223) Hoskin (1983 TX) – planetoida z pasa głównego asteroid okrążająca Słońce w ciągu 5,29 lat w średniej odległości 3,03 j.a. Odkryta 8 października 1983 roku.